# المنطقة العازلة في شمال سوريا (أغسطس 2019)
المنطقة العازلة في شمال سوريا، ويُشار إليها أيضًا باسم المنطقة الآمنة أو ممر السلام، هي منطقة منزوعة السلاح يتمّ إنشاؤها على الحدود السورية التركية اعتبارًا من أغسطس 2019. كان الغرض الأصلي من إنشاء هذه المنطقة هو منع أي غزو تركي للمناطق الشمالية الشرقية من سوريا.

## خلفية
تُعتبر قوات سوريا الديمقراطية ذات الغالبية الكردية، أحد أطراف الحرب الأهلية السورية، وتعمل كقوّات مسلحة للإدارة الذاتية في شمال وشرق سوريا التي أُنشئت خلال الحرب. تتألف قوات سوريا الديمقراطية من مجموعات عديدة، أبرزها وحدات حماية المرأة، ووحدات حماية الشعب، الذي يعدّ حزب الاتحاد الديمقراطي فرعها السياسي، وتعتبره تركيا تابعًا لحزب العمال الكردستاني، وهي منظمة تعتبرها تركيا «جماعة إرهابية» واشتركت معها في نزاع مسلح منذ انهيار مفاوضات السلام في عام 2015. لهذا السبب، تنظر تركيا إلى قوات سوريا الديمقراطية بأكملها على أنها امتداد لحزب العمال الكردستاني. وقد أدى ذلك إلى تدخل تركيا مرتين ضد المجموعة، بدايةً عن طريق غزو مناطق شمالية في محافظة حلب لمنع ربط المناطق التي تسيطر عليها قوات سوريا الديمقراطية، ثم شن هجوم واسع النطاق ضد قوات سوريا الديمقراطية في عفرين. نتيجة للعمليات التركية، أنشأت تركيا منطقة احتلال في شمال سوريا، والتي شهدت تمرّدًا لقوات سوريا الديمقراطية. أعرب الرئيس التركي رجب طيب أردوغان مرارًا وتكرارًا عن رغبته في إزالة قوات سوريا الديمقراطية من الحدود التركية السورية بالقوّة.
من ناحية أخرى، أصبحت قوات سوريا الديمقراطية واحدة من الشركاء السوريين الرئيسيين للولايات المتحدة في التدخل العسكري ضد داعش، مما أدى إلى تمركز القوات الأمريكية على الأراضي التي تسيطر عليه قوات سوريا الديمقراطية، وبالتالي منع الغزو التركي. في الوقت نفسه، أعرب الرئيس الأمريكي دونالد ترامب عن عزمه الانسحاب من الحرب الأهلية السورية، وأمر في البداية بسحب جميع الجنود الأمريكيين من سوريا، قبل أن يقرر لاحقًا إبقاء مجموعة صغيرة، بناءً على طلب من مستشاري جيشه. ومع ذلك، فإن الولايات المتحدة حريصة على الحفاظ على علاقات جيدة مع تركيا، والتي كانت قد توترت في تلك المرحلة لأسباب عديدة، منها رفض الولايات المتحدة تسليم المنشق التركي فتح الله كولن (الذي تتهمه تركيا بتدبير محاولة الانقلاب التركي لعام 2016)، وشراء تركيا لأنظمة الصواريخ S-400 من روسيا. حيث تُعتبر تركيا العضو الرئيسي في الناتو في الشرق الأوسط.
كانت الولايات المتحدة وتركيا قد اشتبكتا من قبل دبلوماسياً حول قضية مدينة منبج تسيطر عليها قوات سوريا الديمقراطية، مع رغبة تركيا في تطهير المدينة من وحدات حماية الشعب المتمركزة هناك. وكانت النتيجة «خارطة طريق منبج» التي وافقت عليها تركيا والولايات المتحدة، والتي ستؤدي في النهاية إلى انسحاب وحدات حماية الشعب من المدينة. لكن خارطة الطريق لم تُنفّذ قط ولم تنسحب وحدات حماية الشعب. اتهمت تركيا الولايات المتحدة بسحب قدميها وتعطيل تنفيذ الاتفاق، متعهدة بعدم الدخول في صفقة مماثلة في المستقبل.
أصبحت العلاقات بين تركيا وقوات سوريا الديمقراطية عدائية ومتوترة بشكل متزايد في منتصف عام 2019، في وقت اشتركت قوات سوريا الديمقراطية مع القوات المسلحة السورية لمنع غزو تركي صغير النطاق لمدينة تل رفعت.

## عملية التفاوض

### المفاوضات الأولية والفشل المبدئي
خلال صيف عام 2019، أعلن الرئيس التركي أن تركيا «لم تعد تنتظر» ولن تتسامح مع استمرار وجود قوات سوريا الديمقراطية على الحدود التركية السورية. وصرح بأنه إذا لم توافق الولايات المتحدة على صفقة من شأنها إزالة تلك القوات من تلك المناطق، فإن تركيا ستشنّ غزوًا واسع النطاق من جانب واحد ضد الأراضي التي تسيطر عليها قوات سوريا الديمقراطية شرق نهر الفرات، وستقوم بإنشاء «منطقة آمنة» تحتلها تركيا على طول الحدود، وهو شيء اعتبرته القيادة الأمريكية «غير مقبول». ومع حشد تركيا لجيشها على طول الحدود، قررت إدارة ترامب الدخول في مفاوضات مع تركيا بشأن إنشاء «منطقة آمنة»، والتي من شأنها أن تعالج بشكل أساسي وجود قوات سوريا الديمقراطية في شمال سوريا. فشل الجانبان في البداية في تحقيق أي تقدم، حيث اقترحت الولايات المتحدة منطقة عُمقها يبلغ مسافة 10–15 كيلومتر (6.2–9.3 ميل) تقع تحت سيطرة أمريكية تركية مشتركة، في حين طالبت تركيا بمنطقة عمقها 30–50 كيلومتر (19–31 ميل) تحت الاحتلال التركي.

### نجاح الصفقة
في 7 أغسطس 2019، توصلت تركيا والولايات المتحدة إلى اتفاق مبدئي، من شأنه أن يمنع الغزو التركي الأحادي لشمال سوريا. تضمنت الخطوات الأولى إنشاء «مركز عمليات مشترك»، والذي من شأنه تنسيق إنشاء ما يسمّى «ممر سلام» على طول الجانب السوري من الحدود السورية التركية، مع ترك التفاصيل حول حجم ونطاق هذا الممر غير محددة وغامضة.

## شروط الصفقة

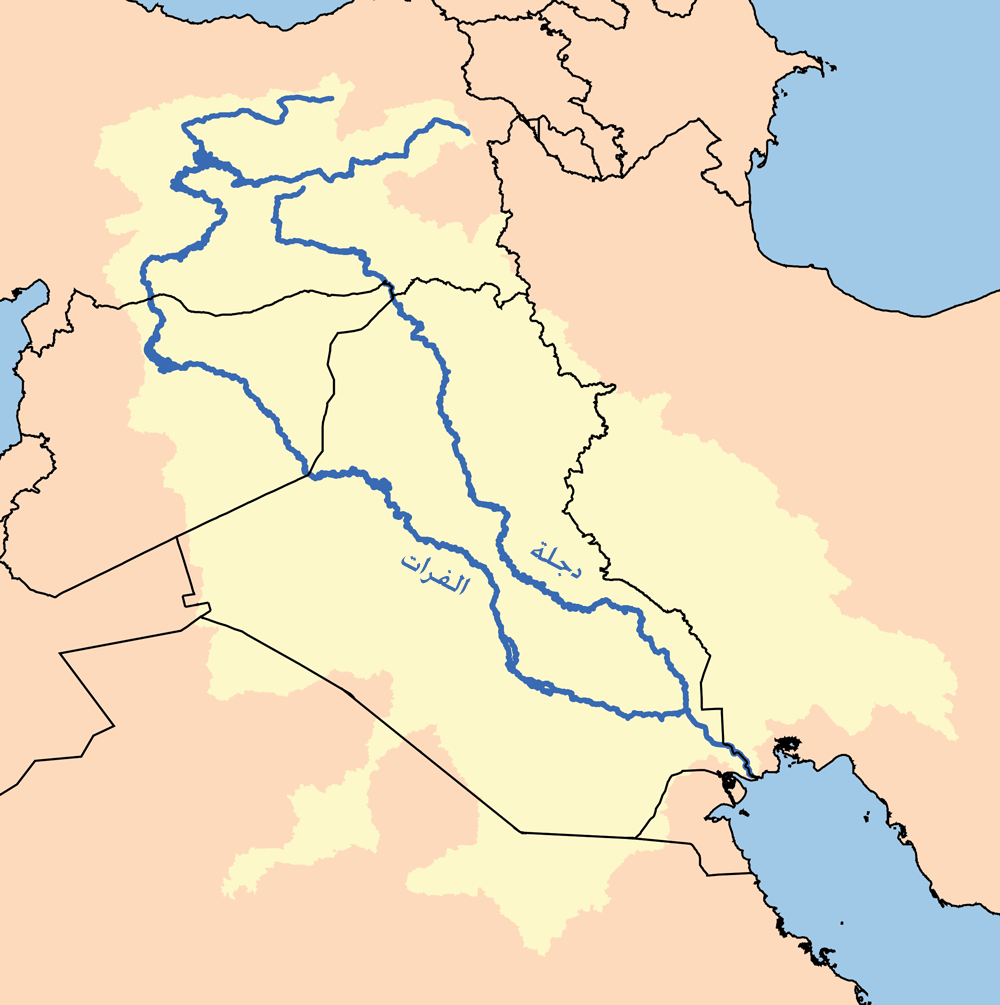
خريطة نهري دجلة والفرات، والتي تقام بينهما المنطقة العازلة.

في منتصف أغسطس 2019، كشف قائد قوات سوريا الديمقراطية أن الجانبين اتفقا على التفاصيل المتعلقة بالمنطقة الآمنة. وقد وردت على النحو التالي:
- سيتم إنشاء منطقة عازلة (يشار إليها أيضا باسم «المنطقة الآمنة» أو «ممر السلام» من جانب بعض الأطراف) في المناطق الواقعة بين نهري دجلة والفرات (ولا سيما باستثناء منطقة منبج) في شمال سوريا، التي يبلغ مجموعها حوالي 115 كيلومترا من الحدود بين البلدين.
- ستكون المنطقة عمقها 5 كيلومتر (3.1 ميل) في معظم المناطق، بينما في عدد قليل من المناطق المحدودة سيتم توسيعها إلى عمق 9–14 كيلومتر (5.6–8.7 ميل). سيكون الجزء الموسع من المنطقة يقع بين بلدتي رأس العين وتل أبيض. ويمكن تمديد الجزء البالغ 14 كيلومترا من المنطقة بمسافة 4 كيلومتر (2.5 ميل) في المرحلة الأخيرة من تنفيذ الصفقة، على أن يصل إلى 18 كيلومتر (11 ميل) في أعمق نقطة ويجري تسيمته ك‍حزام أمني. وفي إطار «الحزام الأمني» سيُسمح لوحدات قوات سوريا الديمقراطية (بما في ذلك وحدات حماية الشعب ووحدات حماية المرأة) بالبقاء في مواقعها، ولكنها ستضطر إلى سحب جميع الأسلحة الثقيلة. ولا يجوز القيام بأي أعمال عدائية أو أعمال عدوانية داخل المنطقة العازلة.
- تنسحب وحدات حماية الشعب ووحدات حماية المرأة من منطقة 5–9–14 كم من المنطقة العازلة بالكامل، تاركة المناطق التي تنسحب منها تحت السيطرة العسكرية للمجالس العسكرية لقوات سوريا الديمقراطية والسيطرة المدنية للإدارة الذاتية لشمال وشرق سوريا (والتي تمثل هذه الأخيرة تأكيداً على الوضع الراهن).
- سيسمح لطائرات الاستطلاع التركية بمراقبة المنطقة، لكن الطائرات الحربية التركية لن يسمح لها بالدخول ولن تحدث غارات جوية.
- ستقوم قوات سوريا الديمقراطية بتفكيك التحصينات الحدودية التي أقامتها على طول الحدود السورية التركية.
- ستجري الولايات المتحدة وتركيا دوريات عسكرية مشتركة على طول المنطقة العازلة، لكنهما لن يحتلان الأراضي. لن يُسمح بإجراء دوريات تركية مستقلة.
- سيشرف مركز العمليات المشترك بين الولايات المتحدة وتركيا على تنفيذ الصفقة وتنسيق الإجراءات بين الطرفين.
- سيبدأ نقل بعض اللاجئين السوريين الموجودين حاليا في تركيا إلى المناطق الواقعة داخل المنطقة.
- ستمتنع تركيا عن القيام بأية توغلات في شمال سوريا.
- لن تنشئ تركيا أية نقاط للمراقبة في شمال سوريا، كما فعلت في إدلب. وسيتعين بناء جميع مراكز المراقبة على أراضي جمهورية تركيا.

أوضحت قوة سوريا الديمقراطية في وقت لاحق أن معظم المنطقة ستشمل المناطق الريفية والمواقع العسكرية، لكنها لن تشمل المدن والبلدات.

## الجدول الزمني للتنفيذ
في 14 أغسطس 2019، بدأت طائرات المراقبة التركية بدون طيار رحلات المراقبة فوق المنطقة العازلة.
في 24 أغسطس، أفاد وزير الدفاع التركي خلوصي آكار بأن مركز العمليات التركي-الأمريكي المشترك يعمل بكامل طاقته، مضيفا أن الرحلات المروحية المشتركة ستبدأ في نفس اليوم.
وبعد ذلك بوقت قصير، تم القيام بأول رحلة مروحية مشتركة بين الولايات المتحدة وتركيا، حيث قام جنرالان، أحدهما من الجيش الأمريكي والآخر من الجيش التركي، بالتحليق على نفس المروحية.
وفي اليوم نفسه، بدأت قوات سوريا الديمقراطية تفكيك التحصينات الحدودية على طول الحدود السوريةالتركية تحت إشراف الولايات المتحدة.
في 26 أغسطس، ذكر الرئيس التركي رجب طيب أردوغان أن الدوريات التركية الأمريكية المشتركة داخل المنطقة ستبدأ «عما قريب».
في 27 أغسطس، دخلت المرحلة الأولى من الانسحاب المخطط له حيز التنفيذ، مع ترك وحدات حماية الشعب لمواقعها والانسحاب إلى جانب أسلحتها من تل أبيض ورأس العين.

## ردود الفعل

### الدول
- سوريا - أدانت الحكومة السورية الصفقة بشدة ورفضتها بشكل قاطع قائلةً أنها «هجوم صارخ» على السيادة الوطنية للبلاد، وانتهاك للقانون الدولي.[46][47](1)
- تركيا - حذر وزير الخارجية التركي مولود جاويش أوغلو أن تركيا لن تسمح «بالمماطلة» في تنفيذ خطط المنطقة العازلة، كما قالَ أن تركيا لن تتسامح مع «تكرار خارطة طريق منبج غير المنفّذة لحدّ الآن». أوغلو تعهّد أيضًا بتطهير المنطقة ممّن سمّاهم «إرهابيي وحدات حماية الشعب».[48][49]
- الولايات المتحدة - أصدرت السفارة الأمريكية في تركيا بيانًا أشارت فيه إلى أن وفدين عسكريين أمريكيين وتركيين قد التقوا ووافقوا على العمل معًا لمعالجة «المخاوف الأمنية» لتركيا.[50]
- روسيا - حذرت روسيا ممّا اعتبرته محاولات لانفصال شمال شرق سوريا، وأضافت أن أي اتفاق مشروع يتطلب موافقة الحكومة السورية. حثّت روسيا على الحوار بين الحكومة السورية والإدارة الذاتية كوسيلة لمنع تقسيم سوريا.[32] ومع ذلك، بعد عدة أسابيع، وخلال زيارة قام بها الرئيس التركي رجب طيب أردوغان إلى موسكو، أعرب الرئيس الروسي فلاديمير بوتين عن دعمه لمنطقة عازلة من حيث المبدأ، مشيرًا إلى أن تركيا قد تحملت «أعباء هائلة» بسبب اللاجئين وأن لديها مخاوف مشروعة بشأن أمن حدودها الجنوبية.[51]
- إيران - أدانت إيران الاتفاقية، واعتبرتها «خطوة استفزازية ومثيرة للقلق» تنتهك مبادئ القانون الدولي وميثاق الأمم المتحدة.[32][52]

### الجماعات والمنظمات غير الحكومية
- قوات سوريا الديمقراطية - أعلنت قوات سوريا الديمقراطية عن دعمها للصفقة، قائلة إنها مستعدة لدعم تنفيذها وأنها «ستعمل لضمان نجاح الجهود نحو تنفيذ التفاهم ... مع الدولة التركية».[53][54] في الوقت نفسه، صرح الرئيس المشترك لقسم العلاقات الخارجية في «مجلس سوريا الديمقراطية» أن قوات سوريا الديمقراطية لن تتسامح مع أي تقدم للقوات التركية، ولا للجماعات المسلحة المتحالفة معها.[55]

- المعارضة السورية - أيّدت المعارضة السورية، التي ترعاها تركيا، مُقترح المنطقة العازلة من خلال المطالبة بتوسيع منطقة «الحزام الأمني» (الخاضعة للسيطرة التركية) حوالي 30–40 كيلومتر (19–25 ميل). تطمح ما تسمّى «الحكومة السورية المؤقتة»، التي تتبع للمعارضة، في السيطرة على المنطقة العازلة، وزعمت أن لديها «ثلاثة ملفات من 120 صفحة» وثّقت خطة لحكم المنطقة، في حال كانت ستستولي عليها في المستقبل.[32](2)